# Еберт Валентин Євгенович
Валентин Євгенович Еберт (народився 4 березня 1981 у м. Мінську, СРСР) — білоруський хокеїст, захисник. Виступає за «Хімік-СКА» (Новополоцьк) у Білоруській Екстралізі.
Хокеєм почав займатися у 1988 році (перший тренер — Б. А. Черчес). Вихованець хокейної школи «Юність» (Мінськ). Виступав за «Керамін» (Мінськ), ХК «Вітебськ», «Юність» (Мінськ), «Юніор» (Мінськ), «Хімволокно» (Могильов), «Динамо» (Мінськ).
У складі молодіжної збірної Білорусі учасник чемпіонатів світу 2000 (група B) і 2001. У складі юніорської збірної Білорусі учасник чемпіонату світу 1999 (група B).